# Bagienner
Die Bagienner – oder auch Vegenner – (lateinisch Bagienni, auch Bagitenni und fälschlich Vagienni) waren ein vorgeschichtliches Volk, das zu den Ligurern gezählt wird.
Von ihrer Geschichte zeugen archäologische Fundstätten und Erwähnungen in der antiken Literatur, etwa bei Marcus Terentius Varro, Plinius dem Älteren und Silius Italicus. Hinzu kommen inschriftliche Nennungen sowie Hinweise aus Orts- und Gebietsnamen.

## Geschichte
Zur Herkunft und dem ursprünglichen Siedlungsraum der Bagienner gibt es widersprüchliche Thesen. Es wurde vermutet, sie seien – wohl mit andern Ethnien – aus dem östlichen Mittelmeerraum gekommen und über Sardinien in das spätere Ligurien eingewandert. Um die Mitte des 1. Jahrtausends vor Christus lebten die Bagienner als Nachbarn des Stammes der Tauriner im Südosten des heutigen Piemonts in der Landschaft am Tanaro. Dort gelten die archäologischen Stätten des antiken Iulia Augusta Bagiennorum und vielleicht auch der Nekropole von Briaglia als Überreste der Bagienni-Kultur.
Die vom Balkangebiet nach Norditalien vorstoßenden Boier sollen etwa im 5. oder 4. Jahrhundert vor Christus die Bagienner aus der Tanarolandschaft verdrängt haben. Das alte Volk fand daraufhin ein neues Siedlungsgebiet in der heutigen Emilia-Romagna in der Umgebung von Bobbio. Dort lebte es in der Nachbarschaft keltischer Bevölkerungsgruppen. Im 3. und 2. Jahrhundert vor Christus wurde dieses Land als pagus Bagiennus ein Teil des römischen Reiches.